# Кубок трёх наций 2005
Кубок трёх наций 2005 — 10-й розыгрыш Кубка трёх наций, ежегодного турнира по регби-15, в котором участвуют сильнейшие команды Южного полушария: Австралия, Новая Зеландия и ЮАР. Проходил с 30 июля по 3 сентября 2005 года. Победителями в шестой раз стали новозеландцы.

## Регламент
Команды проводят по две игры (одну дома, другую в гостях) с каждым из соперников. Побеждает команда, набравшая большее количество очков. Помимо очков за победу и ничью, можно, при выполнении определённых условиях, заработать бонусные очки:
- 4 очка за победу
- 2 очка за ничью
- 0 очков за поражение
- 1 очко за четыре или более занесённые командой попытки в матче, вне зависимости от конечного результата игры (бонус в атаке)
- 1 очко за проигрыш в матче с разницей в семь или менее очков (бонус в защите)

## Результаты

### Итоговое положение команд
| Место | Команда        | Игры | Игры | Игры | Игры | Игровые очки | Игровые очки | Игровые очки | Бонусные очки | Всего очков |
| Место | Команда        | И    | В    | Н    | П    | +            | −            | ±            | Бонусные очки | Всего очков |
| ----- | -------------- | ---- | ---- | ---- | ---- | ------------ | ------------ | ------------ | ------------- | ----------- |
| 1     | Новая Зеландия | 4    | 3    | 0    | 1    | 111          | 86           | +25          | 3             | 15          |
| 2     | ЮАР            | 4    | 3    | 0    | 1    | 93           | 82           | +11          | 1             | 13          |
| 3     | Австралия      | 4    | 0    | 0    | 4    | 72           | 108          | -36          | 3             | 3           |

### Матчи

#### Первый матч
| 30 июля 2005 | \| ЮАР \| 22—16 \| Австралия \| | Секьюрикор Лофтус, Претория Судья: Пол Хонисс Зрителей: 53,056 |
| Отчёт        |                                 |                                                                |
| ЮАР          | 22—16                           | Австралия                                                      |

#### Второй матч
| 6 августа 2005 | \| ЮАР \| 22—16 \| Новая Зеландия \| | Ньюландс Стэйдиум, Кейптаун Судья: Эндрю Коул Зрителей: 50,000 |
| Отчёт          |                                      |                                                                |
| ЮАР            | 22—16                                | Новая Зеландия                                                 |

#### Третий матч
| 13 августа 2005 | \| Австралия \| 13—30 \| Новая Зеландия \| | Телстра Стэйдиум, Сидней Судья: Тони Спредбюри Зрителей: 83,000 |
| Отчёт           |                                            |                                                                 |
| Австралия       | 13—30                                      | Новая Зеландия                                                  |

#### Четвёртый матч
| 20 августа 2005 | \| Австралия \| 19—22 \| ЮАР \| | Субиако Овал, Перт Судья: Ален Роллан Зрителей: 42,500 |
| Отчёт           |                                 |                                                        |
| Австралия       | 19—22                           | ЮАР                                                    |

#### Пятый матч
| 27 августа 2005 | \| Новая Зеландия \| 31—27 \| ЮАР \| | Каризбрук, Данидин Судья: Жоэль Жютж Зрителей: 29,500 |
| Отчёт           |                                      |                                                       |
| Новая Зеландия  | 31—27                                | ЮАР                                                   |

#### Шестой матч
| 3 сентября 2005 | \| Новая Зеландия \| 34—24 \| Австралия \| | Идэн Парк, Окленд Судья: Крис Уайт Зрителей: 45,000 |
| Отчёт           |                                            |                                                     |
| Новая Зеландия  | 34—24                                      | Австралия                                           |

| Обладатель кубка трёх наций 2005 |
| -------------------------------- |
| Новая Зеландия Шестой титул      |